# Wŭpíng Xiàn
Wŭpíng Xiàn o condado de Wŭpíng es una localidad de la ciudad-prefectura de Longyan en la provincia de Fujian, República Popular China, con una población censada en noviembre de 2010 de 278 182 habitantes.
Se encuentra situada al suroeste de la provincia, cerca de la frontera con las provincias de Guangdong y Jiangxi.